# Kassiterit
Kassiterit, tennmalm, är ett oxidmineral, som i rent tillstånd innehåller 78,6 % tenn och bildar färglösa till bruna eller svarta, tetragonala kristaller med vitgul pulverfärg. Den förekommer ofta som väl utbildade tvillingkristaller eller pelarformade kristaller, och ibland som en tät, brunaktig massa, så kallad trätennmalm.

## Förekomst
Kassiterit förekommer dels primärt och dels sekundärt och är den viktigaste tennmalmen. I de primära förekomsterna, så kallat bergtenn, förekommer kassiteriten i gångar och ådror i olika bergarter, som granit, gnejs, lerskiffer och dylikt, i regel tillsammans med kvarts och andra malmmineral som till exempel kopparkis, svavelkis, magnetkis samt wolfram- och vismutmalmer.
De viktigaste fyndigheterna finns i Indonesien, på Malackahalvön, i Australien, Bolivia, Kina och i Europa främst i England (Cornwall) och Erzgebirge. 
I Sverige är tennmalm sällsynt och förekommer sparsamt i pegmatitgångar på Utö och vid Finnbo.
Sekundärt förekommer kassiterit i tertiär- och istidsavlagringar av grus och småsten, så kallat tvåltenn, som uppstått genom  vittring av primära förekomster av kassiterit. Den förekommer i stor utsträckning på Malackahalvön, som svarar för en stor andel av världsproduktionen av tenn, samt i Indonesien, Australien och Sydafrika.

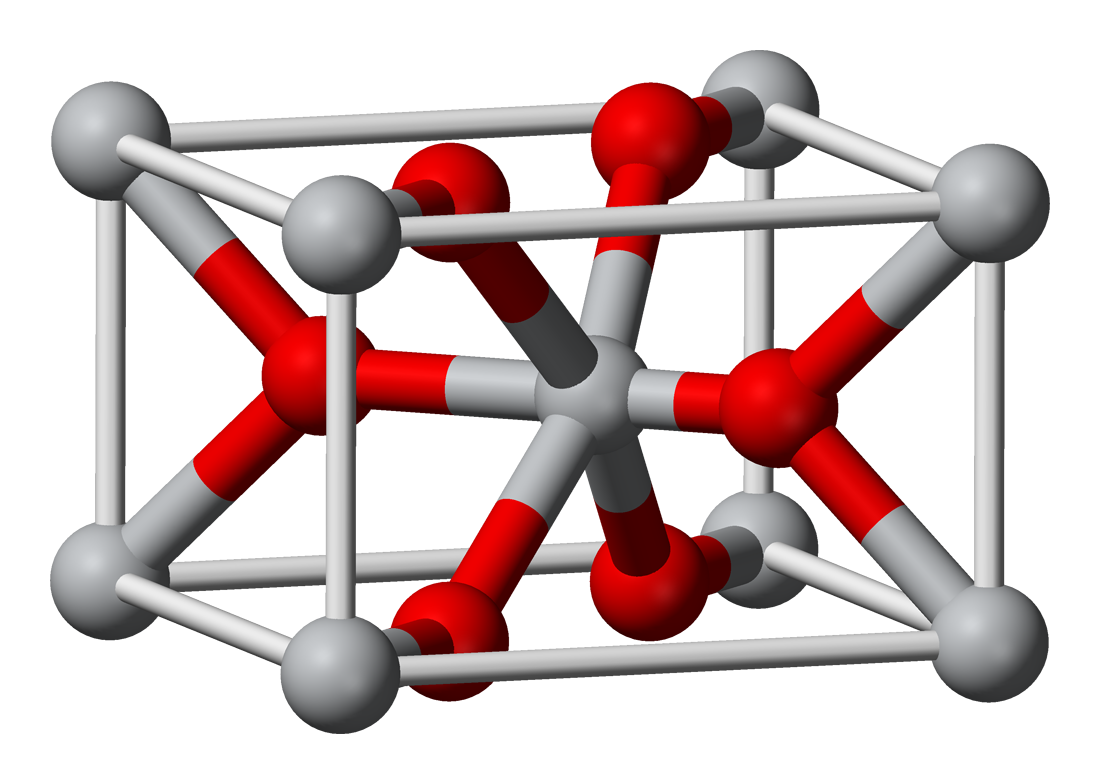
Kristallstruktur av kassiterit